# 19763 Klimesh
19763 Klimesh (2000 MC) là một tiểu hành tinh vành đai chính được phát hiện ngày 18 tháng 6 năm 2000, bởi JPL/MSSS NEAT ở Haleakala.